# Маклауд, Родерик
Сэр Родерик Маклауд из Маклауда (англ. Roderick MacLeod of MacLeod), также известный как Рори Маклауд (гэльск. 
Ruairidh Mór, «Рори Великий») (около 1559—1626) — 15-й глава клана Маклауд и один из самых знаменитых и печально известных вождей этого клана.

## Биография
Родерик Маклауд из Маклауда, также известный как «Рори Мор» или «Руарид Мор», родился в Данвегане, Шотландия, в 1573 году и был 15-м главой клана Маклаудов. Он был вторым сыном Нормана Маклауда из Маклауда (ок. 1516—1585), 12-го вождя клана Маклаудов. Он стал вождем после смерти своего молодого племянника в 1595 году. Около 1598 года он женился на Элизабет Макдональд, дочери восьмого вождя клана Макдональдов из Гленгарри. Вместе у них было 11 детей, 5 сыновей и 6 дочерей, в том числе:
- Маргарет Маклауд из Маклауда, вышедшая замуж за Гектора Мора Маклейна, 16-го вождя клана Маклейн (ок. 1600—1626)[3]
- Мэри Маклауд из Маклауда, вышедшая замуж за сэра Лахлана Маклейна, 1-го баронета (ок. 1600—1649)[4] и 17-го вождя клана Маклейн
- Иэн Мор Маклауд из Маклауда, 16-й вождь (умер в 1649 г.), который женился на Сибелле Маккензи, дочери Кеннета Маккензи, 1-го лорда Маккензи из Кинтейла, и Энн Росс[5]
- Сэр Норман Маклауд (? — 3 марта 1705), 1-й лорд Бернерея, 4-й вождь Уотерниша, который женился на Кэтрин Макдональд, дочери сэра Джеймса Мора Макдональда, 9-го лэрда Слита, 2-го баронета, и Маргарет Маккензи. В 1613 году король Шотландии Яков VI посвятил его в рыцари.

## Известные битвы
Сэр Родерик отправился в Ирландию с 500 членами своего клана, чтобы помочь королю Тирконнелла Хью Роу О’Доннеллу в войне против англичан. По возвращении он оказался вовлеченным в вражду со своим зятем Дональдом Гормом Огом Макдональдом, который был главой могущественного клана Макдональдов из Слита. Два клана вместе воевали в Ирландии и теперь стали врагами, когда Макдональд по какой-то причине отверг свою жену, сестру сэра Родерика, и стал очень враждебно относиться к своим старым союзникам. После года вражды два клана наконец встретились в битве при Койре-на-Крейхе, и Маклауды потерпели поражение. Это была последняя клановая битва на острове Скай.
В декабре 1597 года был принят закон о поместьях, который требовал от всех вождей и землевладельцев Хайленда и Западных островов предъявить свои документы, подтверждающие право собственности, под страхом конфискации. Сэр Родерик проигнорировал этот акт, и его поместья были переданы в дар ряду джентльменов Файфа с целью колонизации. После того, как эти попытки были пресечены, ему в конечном итоге удалось получить от короля Шотландии Якова VI от 4 мая 1610 года ремиссию на свои земли Гаррис, Данвеган и Гленелг.

## Рог Рори Мора
Одной из реликвий клана Маклауд является Рог сэра Рори Мора. Он хранится в замке Данвеган на острове Скай, Шотландия. Рог сэра Рори Мора — рог для питья, сделанный из бычьего рога с серебряным наконечником. Ободок вокруг устья рога толстый, на нем выгравированы семь медальонов. На трёх медальонах изображены звери, на трёх — узоры, а на седьмом, соединяющем медальоне, изображены и узор, и зверь. Р. К. Маклауд считал, что это произведение норвежское, и заявил, что рог датируется X веком.

## Смерть
Сэр Родерик Маклауд из Маклауда умер в 1626 году и был похоронен в аббатстве Фортроуз к северу от Инвернесса, Шотландия. После его смерти его старший сын Джон «Иэн» Мор Маклауд из Маклауда (ок. 1600—1649), стал 16-м вождем клана Маклаудов.